# براذر لوي (أغنية)
«براذر لوي» (بالإنجليزية: Brother Louie)‏ هي أول أغنية منفردة لـ مودرن توكينغ من ألبومها الثالث «جاهز للرومانسية». كانت هذه هي الأغنية المنفردة الرابعة على التوالي التي تتصدر قائمة العزاب الألمانية، بعد «أنت قلبي ، أنت روحي»، «يمكنك الفوز إذا أردت» و «شيري، شيري ليدي».
صدرت أغنية «براذر لوى» في 27 يناير 1986 وبلغ ذروتها في المرتبة الأولى في 3 مارس 1986 في ألمانيا. أمضت الأغنية المنفردة أربعة أسابيع في القمة ومجموع 17 أسبوعًا في الرسم البياني الألماني الفردي. في المملكة المتحدة، بلغ ذروتها في المرتبة الرابعة في الرسوم البيانية وذهب إلى الفضة لبيع أكثر من 250000 وحدة. كما حصل «براذر لوى» على شهادة فضية في فرنسا لبيع أكثر من 250.000 وحدة.
في عام 1998، بعد وقت قصير من لم شمل الثنائي، تم إصدار نسخة معدلة من الأغنية بعنوان «براذر لوى'98». الأغنية المنفردة، التي صدرت في غلاف جديد، كانت ناجحة أيضًا. ذهب في فرنسا لبيع أكثر من 250000 وحدة.

## أغنية مصورة
الفيديو الموسيقي لـ «براذر لوى» أخرجه Pit Weyrich ويحتوي على لقطات من فيلم 1984 حدث ذات مرة في أمريكا، يتخللها أعضاء الفرقة وهم يعزفون على خشبة مسرح محاطين بعشاق الرقص.

## قائمة التشغيل

### ألمانيا
12 "ماكسي
1. «الأخ لوي» (نسخة خاصة طويلة) - 5:20
2. «الأخ لوي» (آلات موسيقية) - 4:06

7 بوصات مفردة
1. «الأخ لوي» - 3:41
2. «الأخ لوي» (آلات موسيقية) - 4:06

### المملكة المتحدة
12 "ماكسي
1. «الأخ لوي» (نسخة خاصة طويلة) - 5:15
2. «دكتور لقلبي» - 3:16
3. «الأخ لوي» (آلات موسيقية) - 4:06

7 بوصة
1. «الأخ لوي» - 3:41
2. «الأخ لوي» (آلات موسيقية) - 4:06

## براذر لوى'98
" براذر لوى '98 " هي الأغنية المنفردة الثانية لـ مودرن توكينغ من ألبومهم السابع، «العودة للخير»، وكذلك الأغنية الثانية بعد لم شمل الثنائي. «براذر لوى '98» هي النسخة المعاد تعبئتها من النسخة الأصلية لعام 1986 من «براذر لوى». الأغنية المنفردة، كأول أغنية فردية «أنت قلبي، أنت روحي '98» من البوم العودة للخير، تتميز بإيريك سينجلتون.
أطلق سراح «براذر لوى'98» في ألمانيا وأقاليم أوروبية أخرى في 20 يوليو 1998. بينما، دخلت الأغنية أفضل 20 في ألمانيا والنمسا، وتمكنت من الدخول في المرتبة الأولى في المجر، وأعلى 5 في فرنسا وأعلى 10 في السويد.
في فرنسا، وصل «براذر لوى '98» إلى المركز الذهبي لبيع أكثر من 250.000 وحدة.

## قائمة التشغيل
CD- ماكسي
| لا. | لقب                             | طول  |
| --- | ------------------------------- | ---- |
| 1   | الأخ لوي 98 (تحرير إذاعي)       | 3:23 |
| 2.  | الأخ لوي 98                     | 3:35 |
| 3   | شيري شيري ليدي '98 (نسخة موسعة) | 4:11 |
| 4.  | شيري شيري ليدي '98 (نسخة موسعة) | 4:26 |

### شؤون الموظفين
- موسيقى: ديتر بولين
- الكاتب: ديتر بولين
- مغني الراب: إريك سينجلتون
- التغييرات: ديتر بولين
- الإنتاج: ديتر بولين
- إنتاج مشترك: لويس رودريغيز
- التوزيع: شركة بي أم جي رايتس مانجيمنت
- تصوير: مانفريد فورمستين

## «براذر لوى'99»
براذر لوى '99 هي النسخة المعاد تجميعها لـ مودرن توكينغ من «براذر لوى» من ألبومها العودة للخير. تم إصدار هذا الإصدار لسوق المملكة المتحدة فقط ويحتوي على ريمكسات لم يتم تضمينها في «براذر لوى'98».

## روابط خارجية
- 86 موضع مخطط إصدار
- '98 موقف مخطط الإصدار
- كلمات الأغنية الكاملة على مترولايركس
- "Brother Louie" على Discogs (قائمة بالإصدارات)